# Devarodes bubona
Devarodes bubona är en fjärilsart som beskrevs av Druce 1885. Devarodes bubona ingår i släktet Devarodes och familjen mätare. Inga underarter finns listade i Catalogue of Life.